# 바르샤바 봉기 언덕

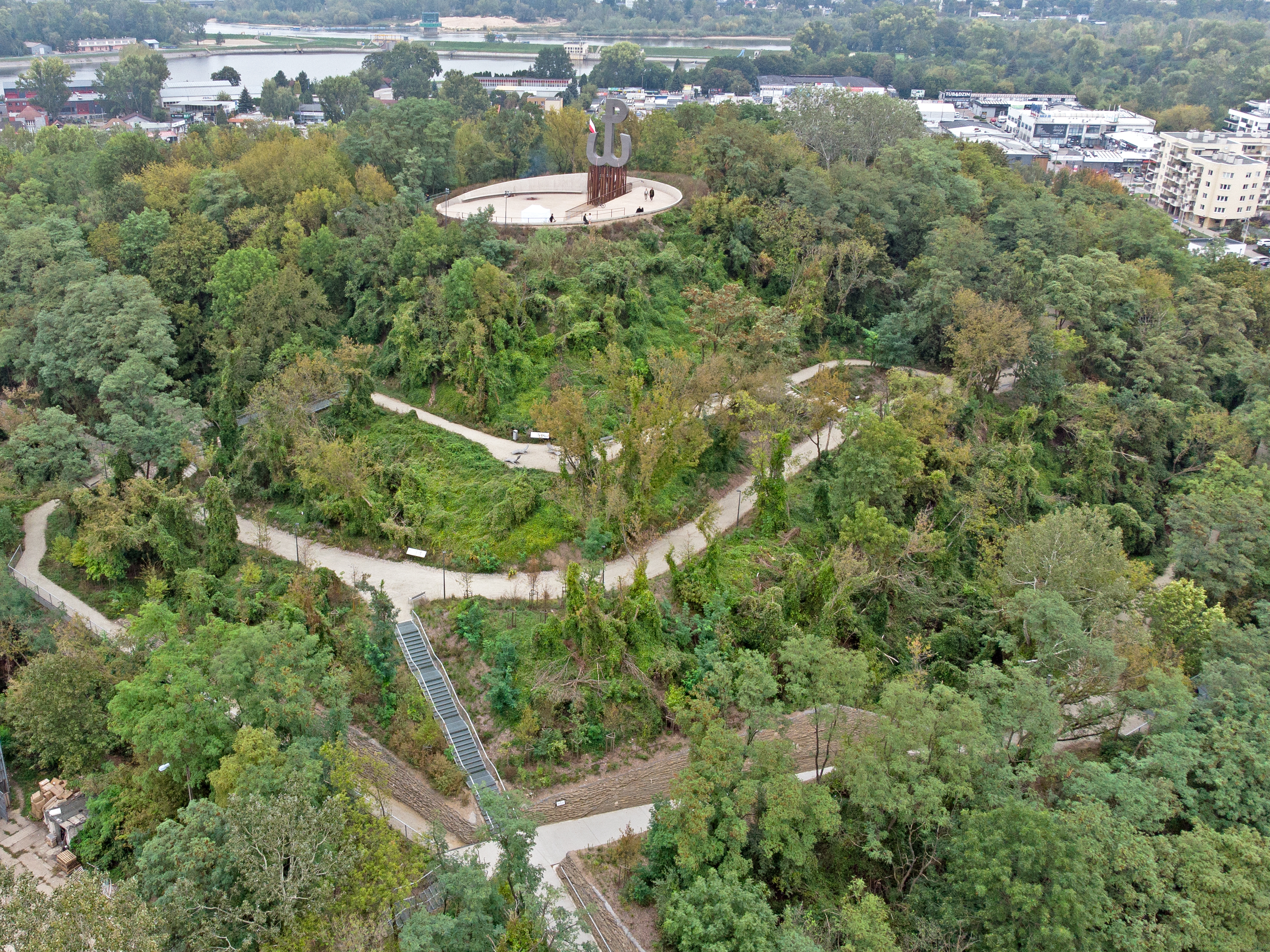
바르샤바 봉기 언덕의 항공 사진

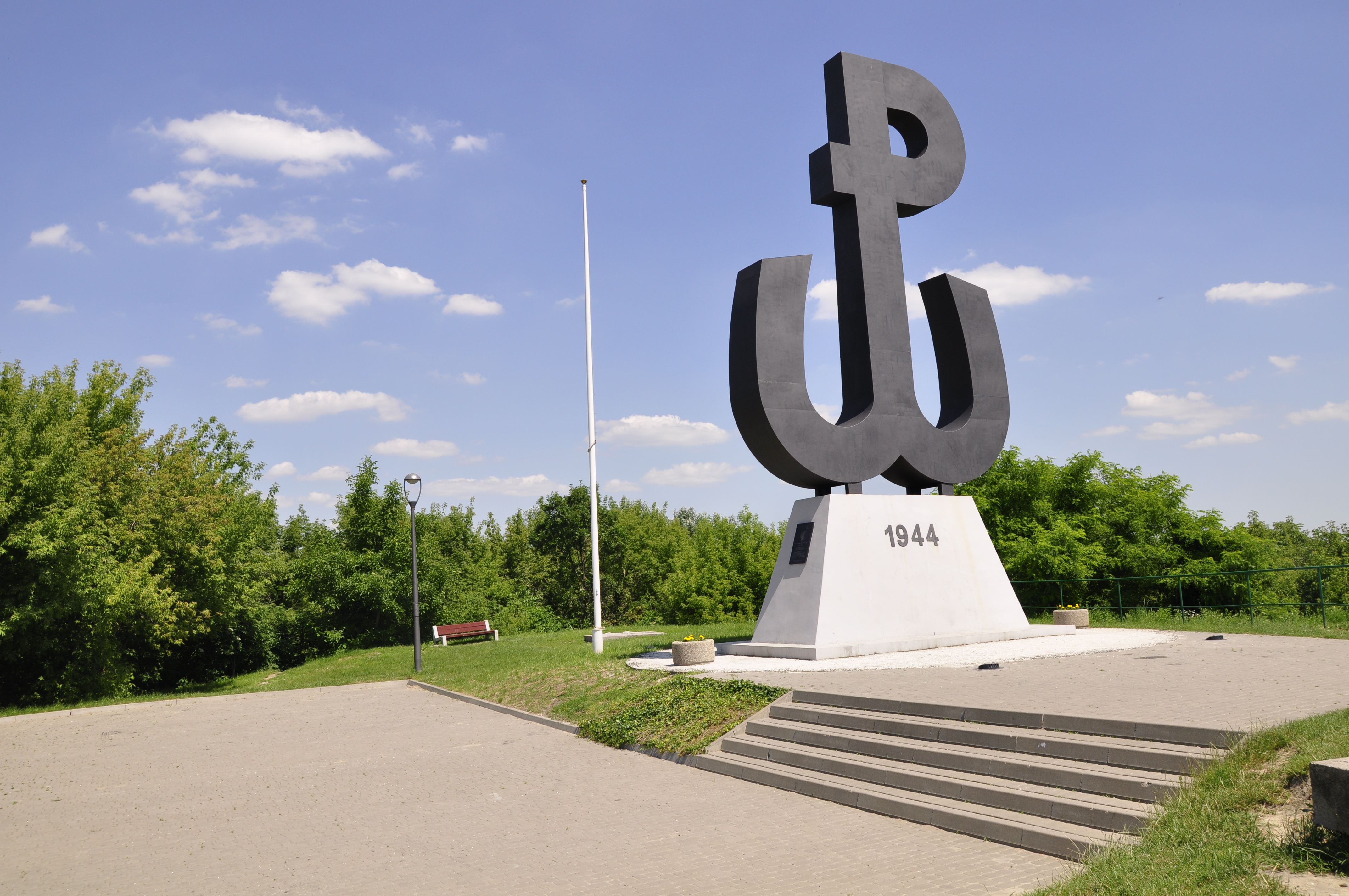
코트비차 기념비

바르샤바 봉기 언덕(폴란드어: Kopiec Powstania Warszawskiego)은 폴란드 바르샤바 모코투프의 마을인 체르니아쿠프에 있는 인공 언덕이다. 언덕 꼭대기에서는 남쪽과 서쪽으로 바르샤바의 전경을 볼 수 있다.

## 역사
언덕 건설은 1945년 이후 시작되었으며, 파괴된 바르샤바 건물의 잔해를 체르니아쿠프로 가져왔다. 바르샤바에 도시의 잔해 더미를 쌓겠다는 아이디어는 1945년 초에 시작되었다. 그 아이디어는 바르샤바 재건 사무소의 건축가인 스타니스와프 그루슈친스키였다. 스타니스와프 그루슈친스키는 자신의 아이디어가 구현되는 것을 보지 못한 채 1958년에 사망했다. 
1960년대에도 쓰레기차가 잔해와 쓰레기를 버렸다.
1998년경, 군인들의 주도로 세계 국내군 협회가 설립되었다. 유지니우스 아에브스키는 언덕을 정리하고 "국가 기념 언덕"이라고 부를 것을 제안했다. 2004년 3월 24일 세계 국내군 협회와의 논의 끝에 바르샤바 의원들은 바르샤바 봉기 언덕이라는 이름을 부여하는 결의안을 채택했다. 바르샤바 봉기 발발 60주년을 기념하여 언덕 꼭대기를 정리하고 편리하게 접근할 수 있도록 계단을 설치했다.
포장된 표면에는 수 미터 높이의 코트비차 기념비가 설치되었다. 기념비는 국내군 군인이 디자인했다.